# نبرد جهاد
نبرد جهاد یا جنگ جهاد، نبردی در زمان جنگ جهانی اول پس از فتوای مراجع تقلید نجف و کربلا علیه قوای انگلیس است. این نبرد بین عشایر عرب خوزستان و قوای انگلیس که از جنوب وارد ایران شده بودند در ۲۰ کیلومتری غرب اهواز روی داد.
در سال ۱۲۹۴ ش بین مردم عرب خوزستان و انگلستان جنگی رخ داد که این جنگ در دو مرحله صورت گرفت. مرحله اول جنگ مردم عرب خوزستان با اسلحه سرد بود که منجر به شکست انگلیس شد. در مرحله  دوم انگلیس با اسلحه گرم سنگین روبروی مردم عرب خوزستان قرار گرفت، اما اسلحه مردم عرب تغیری نکرد و با همان اسلحه‌های سرد با انگلیس روبرو شدند که منجر به کشته شدن صدها نفر از مردم عرب شد، آرامگاه این کشته شدگان در ۱۰ کیلومتری اهواز _ سوسنگرد (المنیور) قرار دارد. از معروفترین افراد حاضر در این جنگ شیخ خزعل و  حاج سَبهان،عاصی الشَرهان  از شیوخ بنی طُرُف،شیخ محی الزیبگ از قبیله شرفه می‌باشند. هم‌چنین شیخ داخل الدمبوس قبیله بنی کنانه کمک های قابل توجهی در اتحاد قبائل برای مقابله با نیروهای انگلیسی کرد. این جنگ به جنگ جهاد مشهور است. در جریان جنگ جهانی اول علمای نجف که مرجع تقلید عالم تشیّع بودند به منظور جلوگیری از حمله انگلیس به کشورهای اسلامی و تجهیز قوای مسلمانان، فتوای جهاد علیه نیروهای انگلیس را صادر کردند.
پس از ابلاغ فتوا،عشایر عرب خوزستانفارس منجمله دشت آزادگان از مناطق سوسنگرد، بستان، حمیدیه، هویزه و روستاهای اطراف به سوی اهواز به حرکت درآمدند و پس از تقریباً ۵۰ کیلومتر پیاده‌روی در دشتی بین اهواز و حمیدیه برابر قشون انگلیس صف‌آرایی کردند. بسیاری از طوایف دشت‌ آزادگان در این جنگ حضور داشتند.
نیروهای انگلیس از چندین لشکر مجهز به توپخانه و سلاح سنگین تشکیل شده بودند و «ویلسون» یکی از قوای انگلیسی با همکاری شخصی به نام «کوکی» به شعیبه،بصره،خرمشهر و اهواز آمد و در آن‌جا متمرکز شد. ویلسون، نخست نامه‌ای به عشایر منطقه ی دشت‌ آزادگان نوشته، و اعلام کرد که قشون انگلیس هیچ‌گونه دشمنی با آن‌ها ندارند. لذا آنان نیز به نوبه ی خود اجازه دهند لشکریان بریتانیا به راه خود ادامه دهند.
عشایر خوزستانی در اهواز با رد پیشنهاد انگلیس به ویلسون نوشتند که به هیچ وجه اجازه ی عبور به قوای انگلیس را نخواهند داد و برای جنگ با لشکریان ویلسون به خط اول جبهه آمدند. سلاح عشایر مناطق در این جنگ «تفنگ»، «فاله»، «چماق قیری» (مگوار)، نیزه و شمشیر بوده است.
نیروهای انگلیس پس از دریافت پاسخ عشایر از اهواز به طرف تپه‌های منیور در غرب اهواز به حرکت درآمدند و برای جنگ با عشایر آماده شدند. عشایر با سردادن شعارهای اسلامی، خود را برای مرگ آماده ساخته بودند. با توجه به برتری ارتش انگلیس و عدم امکانات جنگی عشایر، به افراد تحت فرماندهی خویش دستور دادند که با یورش شبانه ی خود به انگلیسی‌ها اجازه ی استفاده از توپخانه و سلاح سنگین را ندهند. 
 «سید طاهر هاشمی آل مهدی» بزرگ عشیره سادات آل‌مهدی، آخرین شرکت کننده در نبرد عشایر عرب خوزستان در برابر قوای انگلیسی بود که تیرماه سال ۱۳۸۹ در سن ۱۱۲ سالگی بر اثر کهولت سن، درگذشت. در اهواز بارها سالگرد این جنگ، برگزار شده و در نود و پنجمین مراسم سالگرد آن با حضور ۴۰ خبرگزاری داخلی و خارجی جهت پوشش خبری این مراسم و انعکاس آن دعوت به عمل آمده بود. 

تجمع بزرگ عشایر عرب خوزستان در محل یادمان عشایر عرب خوزستان در ۱۵ کیلومتری غرب اهواز پشت روستای گمبوعه با حضور علما، مسئولین کشوری و استانی و عشایر خوزستان برگزار شد.
در این مراسم امام جمعه اهواز گفت، مردم خوزستان با انگلیسی‌ها در سه محور غرب، شمال اهواز و شهرستان شادگان درگیری داشتند و اظهار داشت: "درگیری اول در حد فاصل اهواز و حمیدیه با شرکت طوایف بنی طرف ، آلبوحمادی ، شرفه، سواری، بنی ساله،  و ... رخ داد که واقعه المنیور را رقم زد."
محور دوم درگیری در شمال اهواز به فرماندهی سید عنایه آلبوشوکه و با حضور طوایف عچرش، زرگان، باوی، حمیدی، نواصر، سلامات و در یک عملیات پارتیزانی به انفجار لوله‌های نفت شرکت انگلیسی منتهی شد و سومین محور عملیات در منطقه شادگان توسط طوایف بنی کعب و دیگر عشایر منطقه به فرماندهی سیدجابر آلبوشوکه و الوان کعبی علیه نیروهای انگلیسی انجام شد.
این واقعه در تاریخ خوزستان به واقعه ی جهاد یا جنگ جهاد معروف است. آرامگاه کشته های این نبرد هنوز در روستایی در غرب اهواز وجود دارد که به مقبره ی "الجهاد" معروف است.

## جُستارهای وابسته
- جنبش جنوب ایران
- مقیم خلیج فارس (سرای بریتانیا در خلیج فارس)
- خیزش ۱۹۲۰
- اشغال ایران در جنگ جهانی اول